# Црква Светог Николе, Знојмо
Црква Светог Николе, Знојмo је парохијски Римокатоличка црква у парохији Знојмо (чеш. Znojmo, нем. Znaim) граду у Чешкој Републици, у оквиру историјске покрајине Моравске, другом по величини граду управне јединице Јужноморавски крај, у оквиру којег је седиште засебног округа Знојмо. У свом је данашњем облику она је касноготичка тробродна сакрлна грађевина настала између 1338. и прве половине 16. века.

## Историја
Најстарији помен цркве Светог Николе, Знојмо, која се сматра претходницом данашње цркве, је онај у материјалним траговима из из око 1103. године (из периода кнеза Лутолда од Знојма) који приказује обрис сакралног објекта са натписом sv. Nicolaus на једаном од новчића. То је можда била капела на највишој тачки Знојма у дворишту замка у Знојму посвећена Светом Никола који се у хришћанству поштује као чудотворац, у источном хришћанству још и као заштитник путника, затвореника и сиромашних, а у западном хришћанству још и као заштитник готово свих слојева друштва, али нарочито деце.. Према писани трагови о капели који такође потичу из 12. века, тачније из 1131. године, а затим и из 1190. године, такође се налази помен цркве из Знојма. 
Црква Свети Никола је неко време био под покровитељством новооснованог манастира Премонстратенци у Лоуки, који је основао чешки војвода Конрад II (око 1136 - 1191).
Како је манастирска црква кроз историју напредовала до парохијске цркве, одлуком краља Отакара (Отокар) II Пшемисла (чеш. Přemysl Otakar/Ottokar; 1230–1278), око 1208. године подигнута је нова већа црквена зграда. Када је град Знојмо основан 1226. године, црква је именована главном парохијском црквом. Имена пастира написана су 1220. године.
После пожара 1335. године обнови цркве очигледан допринос дао је моравски погранични гроф, касније цар Карло IV, цар Светог римског царства или Карло IV Луксембуршки (чеш. Karel IV.  Lucemburský, 1316 — 1378) краљ Чешке (1346—1378 - као Карло I, био XI краљ Чешке), који је 1338. године почео градити цркву у потпуно новом стилу, ране готике, што се види из спомен-камена на јужном углу фасаде цркве. Грађевински радови трајали су с прекидима до 1440. године. Након завршетка градње то је била тробродна црква, са подједнако високим луковима у свим бродовима са дугим презбитеријом укупних димензија 60 х 22 м. 
Храм је првобитно имао две куле на угловима и трансепт. Северна кула је очигледно уграђена у нову зграду некадашње цркве и коришћена је као караула града, а датира из 1422. године.  
Пре 1470. године у цркви је изграђен готски хор, који је подсећао на хор у катедрали Светог Стефана у Бечу са каменим пултом на коме је вероватно био заветни олтар, док је средња плоча највероватније уништена током постављања барокних оргуља.
Током готичког периода у броду су постављене четири бочне капеле за племићке ктиторе, од којих су две касније обновљене у барокном стилу.
Дана 24. септембра 1451. године, Јован Капистран (1386–1456), италијански свештеник фрањевачког реда у цркви је након Хуситских ратова, у проповедима је позвао народ да обнове свој живот према Јеванђељу.
Од средине 16. века протестантски покрет се постепено ширио Чешком. Протестанти су заузели цркве у Знојму и околини 1619. године и у њима су преовладавали протестантизам. Пастора цркве Светог Николе затворили су у градском затвору, а католике су свели на само око двадесетак. 
После 1620. године католицизам се вратио у град Знојмо углавном захваљујући напорима језуитског реда који је деловао у цркви Светог Михаила и капуцинском реду за који је Цар Максимилијан 1628. године основао нови манастир на Сподњем тргу.
У 17. и 18. веку црква је добила барокни намештај, углавном захваљујући донацијама и завештањима богатих добротвора.
Црква је делимично рушена због лошег грађевинског стања, а јужна кула је порушена до темеља због опасности од урушавања 1838. године. Током 1848. године, нова кула у псеудоготском стилу подигнута је непосредно иза презбитеријума у оси цркве.

### Организација парохије Знојмо
У парохији су постојала три велика верска братства:
- Најстарије братство - које је било из средњег века, Братство Корпуса Криста, које је имало своју капелу на последњем спрату готске сакристије са дрвеним емпоријем у презбитерију. Богослужење је вршено у капели Светог Вацлава. Братсво је подржавало и подстицали на евхаристијско богослужење.
- Братство Детета Исуса - које се усредсређивало на почаст Исусовог детињства и имало је своју капелу у јужном задњем делу брода цркве са шпанском сликом Детета Исуса са приказом мучеништва.
- Братство кармелићана - које је, међутим, било посвећено Маријином поштовању и имало је своју капелу иза олтара из 1692. године на јужном фронту цркве.

Указом цара Јосифа II укинута су сва братства 1786. године.
Парохија Знојмо је 1780. године била подељена на четири дела: 
- источни део старог града у близини цркве Светог Николе,
- западни део старог града у близини доминиканске цркве Светог крста,
- горње предграђе испред црква поред цркве свете Катарине.
- слобода и доње предграђе код Бечких врата у цркви свете Елизабете, данас уз Бечки пут.

Почетком 19. века горње предграђе било је повезано са парохијом Часног крста. Света Катарина је срушена, а доње предграђе повезано је са парохијом Светог Николе. Света Елизабета је постала подружница цркве Светог Николе.
Након укидања језуитског реда, црква Светог Михаила постала је помоћна црква Светог крста. 
Након укидања манастира капуцина у Знојму 1950. године, црква Светог Јована Крститеља постала је помоћна црква Светог Николе.
- Спољашњи изглед цркве Светог Николе

## Изглед
Црква је првобитно била замишљена као базилика, али су планови промењени током градње. У свом данашњем облику, црква је тробродна грађевина са презбитеријем са три стуба и полигоналном завршном обрадом. 
Наос и презбитериум су ребрасто засведени, рађени под утицајем Петера Парлера. Презбитеријум је засвођен, а наос има четири пара витких стубова без капитела. 
Градња звоник цркве је завршен између 1845. и 1850. године у неоготичком стилу.
Унутар цркве се налази неколико вредних споменика. 
На зидовима презбитеријума су остаци готичких фресака са темама из Пасије и легенде о светој Агати. У презбитерију је око 1440–1450 вероватно био готички олтар који се сада налази у колекцијама аустријске галерије. Данашњи олтар датира из 1754. године Ј. И. Даисингера. Његова радионица је припремила и још три олтарске слике (Света породица, Успење Маријино, Свети Себастијан). Презбитеријум такође укључује касноготски евхаристијски табернакул са оригиналним стубовима с краја 15. века, готички кип Бича Христовог из око 1425. године, готски рељеф Оплакивања (после 1500. године) и Свету Марију (око 1500. године). 
Унутар цркве је такође камена готска крстионица и барокна проповедаоница у облику глобуса (дело Јосефа Винтерхалдера Старијег).
- Унутрашњост цркве Светог Николе
- Бичевање Христа (готски кип)
- Света Марија у готском стилу
- Крдтионица у готском стилу
- Фреска у презбитеријуму
- Неоготска емпора и оргуље
- Готски евхаристички табарнакељ

Око цркве су од најранијих времена постојала гробља и капеле неких породица. Гробље је затворено око 1786. године и пребачено у цркву Свете Елизабете, а затим у Брнску улицу. На овом месту је остало сачувано оригинално гробље, укључујући Вацлавску капелу из 1521. године, капелу Васкрслог Христа испред главног улаза, статуу Жалосне Богородице из 1626. године пре Хавелове рестаурације и камен са вераконом на улазу у згради парохије. 
Ренесансна капела Антона Падованског на јужном зиду цркве пресељена је у Дунајску улицу 1985. године.